# Verdrag van Le Goulet

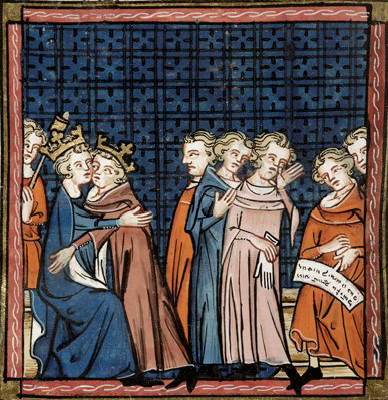
Jan en Filips omhelzen elkaar als teken van de pas gesloten vrede, afbeelding uit de Grandes Chroniques de France.

Het Verdrag van Le Goulet was een verdrag dat werd gesloten tussen de Engelse koning Jan zonder Land en Filips II van Frankrijk in mei 1200 op het eiland Le Goulet in de Seine (Saint-Pierre-d'Autils).

## Inhoud
In het verdrag erkende Jan de Franse koning als de soevereine vorst en zijn leenheer over zijn Franse gebieden. Het graafschap Vlaanderen en het graafschap Boulogne bleven vazallen van de Franse koning, ondanks hun herhaaldelijke steun aan de Engelse koning. Daarentegen gaf Filips II de steun aan de Engelse troonpretendent Arthur I van Bretagne op en erkende hij Jan als koning van Engeland.

## Nasleep
De vrede tussen beide rijken hield niet lang stand en in 1202 brak er opnieuw een oorlog uit nadat Filips Jan had ontheven van diens Franse titels. De oorlog die volgde leidde uiteindelijk tot de slag bij Bouvines en de ondergang van het Angevijnse Rijk.